# L'ospite sconosciuta
L'ospite sconosciuta è un film muto italiano del 1923 diretto da Telemaco Ruggeri.